# Susana Arrechea Alvarado
Susana Arrechea Alvarado (Ciudad de Guatemala, 1988) es una ingeniera química, guatemalteca, doctora en Nanociencia y Nanotecnología. La investigación de la Dra. Arrechea se centra en las potenciales aplicaciones industriales y ambientales de materiales como nanopartículas y nanotubos en materiales de construcción más sostenibles, así como en el tratamiento de agua y en dispositivos solares. Como foco central de su tesis doctoral sintetizó y caracterizó nuevas moléculas orgánicas de familias de porfirinas para células solares sensibilizadas por colorante y células solares orgánicas de heterounión masiva.

## Trayectoria
Estudió ingeniería química en la Universidad de San Carlos de Guatemala. Después de su graduación trabajó como profesora interina de fisicoquímica en la Escuela de Ingeniería Química de la Facultad de Ingeniería de la Universidad de San Carlos de Guatemala.
En el año 2011 obtuvo una beca por parte de la Fundación Carolina para estudiar la maestría y el doctorado en la Universidad de Castilla-La Mancha en Toledo (UCLM). Presentó su tesis de maestría "Nuevas porfirinas para células solares para aplicación en células solares de heterounión masiva (BHJ)" y luego su tesis de doctorado "Novel porphyrins for DSSC and BHJ solar Cells"
Al finalizar su doctorado viajó a la Universidad de California en Berkeley, donde desarrolló una estancia como investigadora visitante en un proyecto de energía solar para comunidades rurales aisladas como parte del proyecto Fulbright Nexus. En el año 2016 regresó a Guatemala a trabajar en proyectos de investigación en la Universidad de San Carlos de Guatemala. Fue investigadora principal en el proyecto titulado "Ingeniería de los materiales y nanotecnología para el desarrollo sostenible", e investigadora asociada en Asistencia técnica para empresas de manufactura y diseños de prototipos. Ambos proyectos fueron financiados por el Fondo Nacional de Ciencia y Tecnología de Guatemala Archivado el 11 de agosto de 2020 en Wayback Machine..
Trabajó como enlace internacional de Guatemala e investigadora asociada en el proyecto Eranet-Lac de la Unión Europea “Caribean-European Union Research Alliance 4 Better Waste Management” en colaboración con grupos de Alemania, Polonia y República Dominicana. Participó como directora principal e investigadora en el proyecto “Free Fostering Research-based Entrepreneurship and the development of spin-off companies in Central America / FREE Network” financiado por la Unión Europea dentro del programa Erasmus.
En 2017 trabajó como profesora investigadora en el Centro de Estudios de Biotecnología en Universidad del Valle de Guatemala en un proyecto de investigación en biomateriales y nanomateriales para aplicaciones ambientales de tratamiento de agua y control de plagas. Ese mismo año, como investigadora en la Universidad de San Carlos de Guatemala, fue responsable del proyecto internacional en el Programa del Consejo Superior de Investigaciones Científicas en la división de Cooperación Científica para el Desarrollo (i-COOP), donde publicó “Contribución de los nanomateriales al desarrollo del bienestar socio-ambiental en Guatemala” en colaboración con el Instituto de Ciencias de la Construcción Eduardo Torroja, España.
Durante 2018 y 2020 fue investigadora principal del proyecto “Functionalization and characterization of multi-wall carbon nanotubes with aminothiazole for the evaluation of the mechanical properties of a novel portland cement composite”  financiado por TWAS. En 2019 se convirtió en profesora afiliada en la Universidad de San Carlos de Guatemala, donde actualmente continúa su labor principalmente en asesorías y desarrollo de proyectos de investigación en el área de Investigación, Desarrollo Tecnológico e Innovación de la Escuela de Ingeniería. Actualmente también trabaja como coordinadora de proyectos de Guatemala para New Sun Road (enlace roto disponible en Internet Archive; véase el historial, la primera versión y la última). una empresa start-up de California de beneficio social (Public Benefit Company).   
Durante el período 2020-2022 fue integrante del Comité Ejecutivo del Capítulo OWSD Guatemala, como red de mujeres científicas para promover la visibilidad de aportes científicos de mujeres guatemaltecas, tanto dentro como fuera del país.

## Divulgación científica
La doctora Arrechea desarrolla junto al Ministerio de Educación de Guatemala, Microsoft y otros socios locales un proyecto de electrificación por medio de energía solar y conectividad en escuelas y comunidades rurales de Guatemala con un contenido de alfabetización digital que diseñó con un enfoque a STEAM y emprendimientos para niñas y mujeres en comunidades rurales.
Su trabajo también se enfoca en divulgar y capacitar en temas de nanotecnología que se utitliza en la industria de Guatemala, así como la oportunidad de un mercado emergente. También desarrolla proyectos para proveer energía solar, conectividad y alfabetización digital con enfoque STEM en zonas rurales de Guatemala, con un proyecto piloto en Aldea Llano Grande Santa Rosa . Su trabajo también se enfocada en divulgar a las futuras generaciones las carreras de STEM. 
En 2019 fue expositora TedX de la Universidad de San Carlos de Guatemala compartiendo los retos de ser científica en un país en vías de desarrollo. Su vídeo científica frustrada explica cómo ha encontrado una pasión al fomentar las carreras STEM. 
En 2018 fue aceptada como Miembro de la Academia de Ciencias Médicas, Físicas y Naturales de Guatemala. Desde el año 2018 participa desde el Capítulo Nacional de Guatemala de la OWSD, coordinando el equipo que promueve las carreras STEM en la juventud guatemalteca.

## Puestos de decisión
- Cofundadora del capítulo OWSD Guatemala, tesorera del Comité Ejecutivo y coordinadora del equipo de STEAM para niñas y niños de Guatemala (2020).[23]

- Miembro de la Academia de Ciencias Médicas, Físicas y Naturales de Guatemala (2018).

- Miembro Titular de la Organización de Mujeres en la Ciencia para el Mundo en Desarrollo (2018).

- Miembro de la Comisión Intersectorial de Biotecnología (2017- 2018). Vicepresidenta de la Junta Directiva (2018).

- Miembro de la Red Internacional de Científicos de Guatemala (2017-2020). Miembro de IEEE (Electrical and Electronics Engineers) (2017).

- Miembro de la red de materiales MATECSS UNESCO (2016)

- Miembro de la iniciativa en Waterllo Science Iniciative Open Access Energy Summit (2016)

- Miembro de la Red “José Roberto Leite” de divulgación y formación en nanotecnología (2016- 2020).

- Miembro del Colegio de Ingenieros Químicos de Guatemala (2010-2020)

## Premios y reconocimientos
- Condecorada con la medalla "Honor y Gloria" por la ONAM (Oficina Nacional de la Mujer, gobierno de Guatemala). (2021)
- Elegida como una de las 100 Mujeres más poderosas de Centroamérica por la Revista Forbes Centroamérica. (2020)

- Premio de OWSD-Elsevier[24][25] para mujeres investigadoras de carreras tempranas. (2020)

- Incluida en la lista de las 50 mujeres más desafiantes de Centroamérica de la revista Estrategia y Negocios. (2018)

- Beca posdoctoral Fundación Carolina. (2017-2018)

- Premio TWAS al científico joven 2017 en Guatemala,[26][27] otorgado por la Academia de Ciencias Médicas, Físicas y Naturales de Guatemala, la Secretaría Nacional de Ciencia y Tecnología de Guatemala y The World Academy of Science. (2017) .

- Premio Guatemalteca Ilustre en la categoría científica[28] otorgado por Seguros Universales (2017).

- Mención cum laude, tesis doctoral,[29] Universidad de Castilla-La Mancha, España. (2015)

- Beca de Fulbright Nexus Archivado el 30 de junio de 2017 en Wayback Machine. para desarrollar un proyecto interdisciplinario en energía renovables. (2014-2016)

- Beca de Fundación Carolina para estudiar la maestría y el doctorado en la Universidad de Castilla-La Mancha. (2011).

## Publicaciones científicas
- Effect of additions of multiwall carbon nanotubes (MWCNT, MWCNT-COOH and MWCNT-Thiazol) in mechanical compression properties of a cement-based materials. Arrechea, S.; Guerrero-Gutiérrez, E. M.A.; Velásquez, L.; Cardona, J; Posadas, R.; Callejas, K.; Torres, S.; Díaz, R.;  Barrientos, C.; García, E. Materialia, 2020, 11, 100739. https://doi.org/10.1016/j.mtla.2020.100739.

- New cyclopentadithiophene (CDT) linked porphyrin donors with different end-capping acceptors for efficient small molecule organic solar cells.  Arrechea, S.; Aljarilla, A.; de la Cruz, P.; Kumar, P.; Sharma, G. D.; Langa, F.  J. Mater. C. 2017, 5, 4742. https://doi.org/10.1039/C7TC00812K

- Methodology for Monitoring Sustainable Development of Isolated Microgrids in Rural Communities. Rahmann, C.; Núñez, O.; Valencia, F.; Arrechea, S.; Sager, J.; Kammen, D. Sustainability 2016, 8, 1163. https://doi.org/10.3390/su8111163

- Efficiency Improvement Using Bis(trifluoromethane) Sulfonamide Lithium Salt as Chemical Additive in Porphyrin Based Organic Solar Cells. Arrechea, S.; Aljarilla, A.; de la Cruz, P.; Palomares, E.; Sharma, G. D.; Langa, F.  Nanoscale, 2016, 8, 17953. https://doi.org/10.1039/C6NR06374H

- High Photo-Current in Solution Processed Organic Solar Cells Based on Porphyrin Core A-<pi>-D-<pi>-A as Electron Donor Material. Montcada, N. F.; Arrechea, S.; Molina-Ontoria A.; Aljarilla, A. I.; de la Cruz, P.; Echegoyen, L.; Palomares, E.; Langa, F. Organic Electronics, 2016, 38, 330. https://doi.org/10.1016/j.orgel.2016.09.003

- CuSCN as selective contact in solution-processed small-molecule organic solar cells leads to over 7% efficient porphyrin-based device. Móran, G. ; Arrechea, S. ; de la Cruz, P. ; Cuesta, V. ; Biswas, S. ; Palomares, E. ; Sharma, G. D. ; Langa, F. J. Mater. Chem. A, 2016, 4, 11009. https://doi.org/10.1039/C6TA04369K

- Charge Recombination Losses in Thiophene-Substituted Porphyrin Dye-Sensitized Solar Cells. Arrechea, S.; Clifford,  J. N.; Pelleja, L.; Aljarilla, A.; de la Cruz, P.; Palomares, E.; Langa, F.  Dyes Pigm. 2016, 126, 147. https://doi.org/10.1016/j.dyepig.2015.11.002

- Effect of porphyrin loading on Dye Sensitized Solar Cell performance based on iodide/tri-iodide and cobalt electrolytes. Aljarilla, A.; Clifford,  J. N.; Pelleja, L.; Moncho, A.; Arrechea, S.; de la Cruz, P.; Langa, F.; Palomares, E. J. Mater. Chem. A. 2013, 1, 13640. https://doi.org/10.1039/C3TA12955A

- New Acceptor-π-Porphyrin-π-Acceptor Systems for Solution-Processed Small Molecule Organic Solar Cells. Arrechea, S.; Molina-Ontoria, A.; Aljarilla, A.; de la Cruz, P.; Langa, F.; Echegoyen, L. Dyes Pigm. 2015, 121, 109. https://doi.org/10.1016/j.dyepig.2015.04.037

- Push-Pull cromophores based on triphenylamine as photosensitizers and electron donors for molecular solar cells. Aljarilla, A.; Herrero-Ponce, P.; Atienzar, P.; Arrechea, S.; de la Cruz, P.; L.; Langa, F.; García, H. Tetrahedron. 2013, 69, 6875. https://doi.org/10.1016/j.tet.2013.05.137